# A Thousand Miles Behind
A Thousand Miles Behind – kompilacyjny album brytyjskiego muzyka Davida Graya, wydany 13 sierpnia 2007. Na składance znalazło się 12 wykonywanych na żywo kowerów, zarejestrowanych pomiędzy 2001 a 2007 rokiem.
Tytuł albumu zaczerpnięty został z utworu Boba Dylana "One Too Many Mornings".
A Thousand Miles Behind jest możliwy do nabycia jedynie przez internet, ze strony oficjalnej Graya.

## Lista utworów
| 1.  | "Song to the Siren" – 4:35 (napisali: Larry Beckett, Tim Buckley) |  |
|     |                                                                   |  |
| 2.  | "To Ramona" – 5:32 (Bob Dylan)                                    |  |
|     |                                                                   |  |
| 3.  | "One with the Birds" – 5:22 (Will Oldham)                         |  |
|     |                                                                   |  |
| 4.  | "Long Black Veil" – 3:50 (Danny Dill, Marijohn Wilkin)            |  |
|     |                                                                   |  |
| 5.  | "One Too Many Mornings" – 2:39 (Bob Dylan)                        |  |
|     |                                                                   |  |
| 6.  | "I Think It's Going to Rain Today" – 2:30 (Randy Newman)          |  |
|     |                                                                   |  |
| 7.  | "Mansion on the Hill" – 3:27 (Bruce Springsteen)                  |  |
|     |                                                                   |  |
| 8.  | "In the Morning" – 3:10 (Barry Gibb)                              |  |
|     |                                                                   |  |
| 9.  | "I Tremble for You" – 3:01 (Johnny Cash, Lew DeWitt)              |  |
|     |                                                                   |  |
| 10. | "Buckets of Rain" – 3:22 (Bob Dylan)                              |  |
|     |                                                                   |  |
| 11. | "Go Down Easy" – 4:18 (John Martyn)                               |  |
|     |                                                                   |  |
| 12. | "Streets of Philadelphia" – 4:29 (Bruce Springsteen)              |  |
|     |                                                                   |  |